# Dobrowolsk
Dobrowolsk (russisch Добровольск, deutsch Pillkallen, 1938–1945 Schloßberg, litauisch Pilkalnis, polnisch Pilkały) ist eine Ortschaft im Rajon Krasnosnamensk in der russischen Oblast Kaliningrad. Die Siedlung gehört zur kommunalen Selbstverwaltungseinheit Munizipalkreis Krasnosnamensk. Bis 1945 war sie die Kreisstadt des ostpreußischen Kreises Pillkallen (von 1939 bis 1945 Kreis Schloßberg).

## Geographische Lage
Die Ortschaft liegt im Osten der historischen Region Ostpreußen, etwa 45 Kilometer nordöstlich von Insterburg (Tschernjachowsk), 55 Kilometer südöstlich von Tilsit (Sowetsk) und 125 Kilometer östlich von Königsberg i. Pr. (Kaliningrad). Bis zur Grenze nach Litauen zur Ortsstelle des untergegangenen Ortes Kutusowo (Schirwindt) sind es 23 Kilometer. Die beiden Nachbarstädte Gumbinnen (Gussew) und Stallupönen (1938 bis 1946 Ebenrode, russisch Nesterow) sind 30 bzw. 15 Kilometer entfernt.

## Geschichte

### Frühe Neuzeit und 19. Jahrhundert
Der ältere Name Schlosbergk (erstmals am 14. September 1516 im Hausbuch von Ragnit urkundlich erwähnt) weist auf eine prußische Fliehburg. Später hieß die Erhebung Mühlenberg. Der Name Pillkallen (1545 anlässlich eines Erbschaftsstreits erwähnt) lässt auf spätere litauische Siedler schließen (litauisch pilkalnis: aufgeschütteter Hügel, Grabhügel, Hünengrab, Schloss- oder Burgberg; dagegen prußisch pilgarbis). Seit 1549 war Pillkallen ein Kirchdorf im vorherigen Marktflecken.
Friedrich Wilhelm I. (Preußen) gab Pillkallen und Gumbinnen im Jahre 1725 Stadtrechte. Die Pest 1709 bis 1711 brachte große Verluste. Danach kamen Neusiedler aus Nassau. 1756 weihte man eine aus Feldsteinen gebaute evangelisch-reformierte Pfarrkirche ein, die jedoch 1819 einging.
Ab 1818 war Pillkallen eine Kreisstadt im Regierungsbezirk Gumbinnen.
1848 wurde die Schützengilde als erster Verein in Pillkallen gegründet, deren Traditionen nach 1945 vom Schützenkorps Winsen (Luhe) fortgeführt werden.

### 20. Jahrhundert
Am Anfang des 20. Jahrhunderts hatte Pillkallen eine evangelische Kirche, eine Präparandenanstalt, ein Amtsgericht, eine Reichsbanknebenstelle, eine Eisengießerei, Maschinenfabrikation und eine Ziegelei.
Pillkallen, wie auch Gumbinnen, wurde 1914 von den Russen fast völlig zerstört. Die Partnerstadt Breslau half beim Wiederaufbau. 1939 hatte die Stadt 5833 Einwohner.

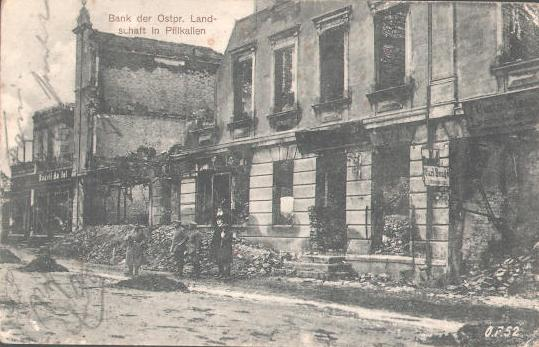
Bankgebäude der Ostpreußischen Landschaft in Pillkallen (1914)

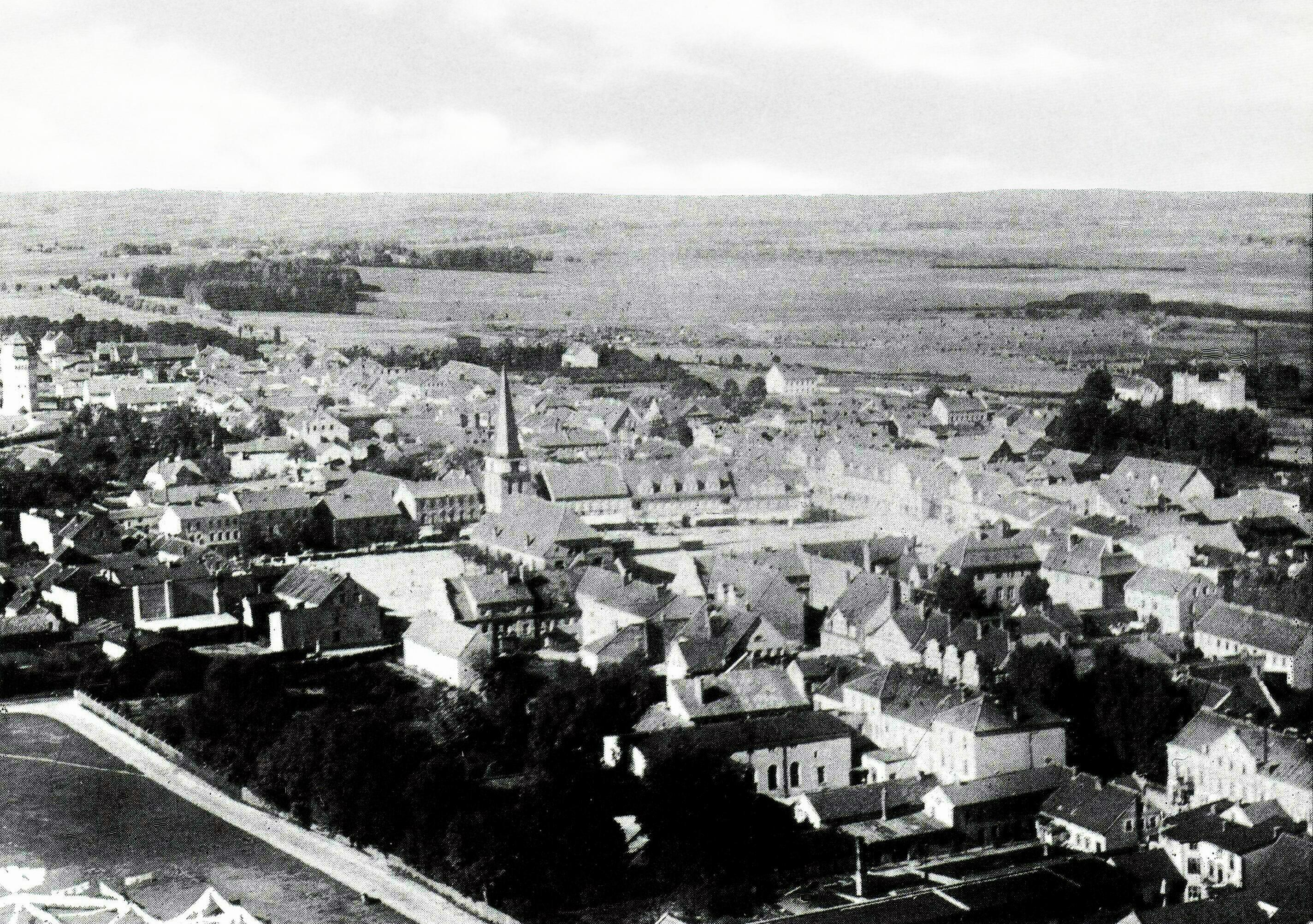
Luftbild von Pillkallen um 1930

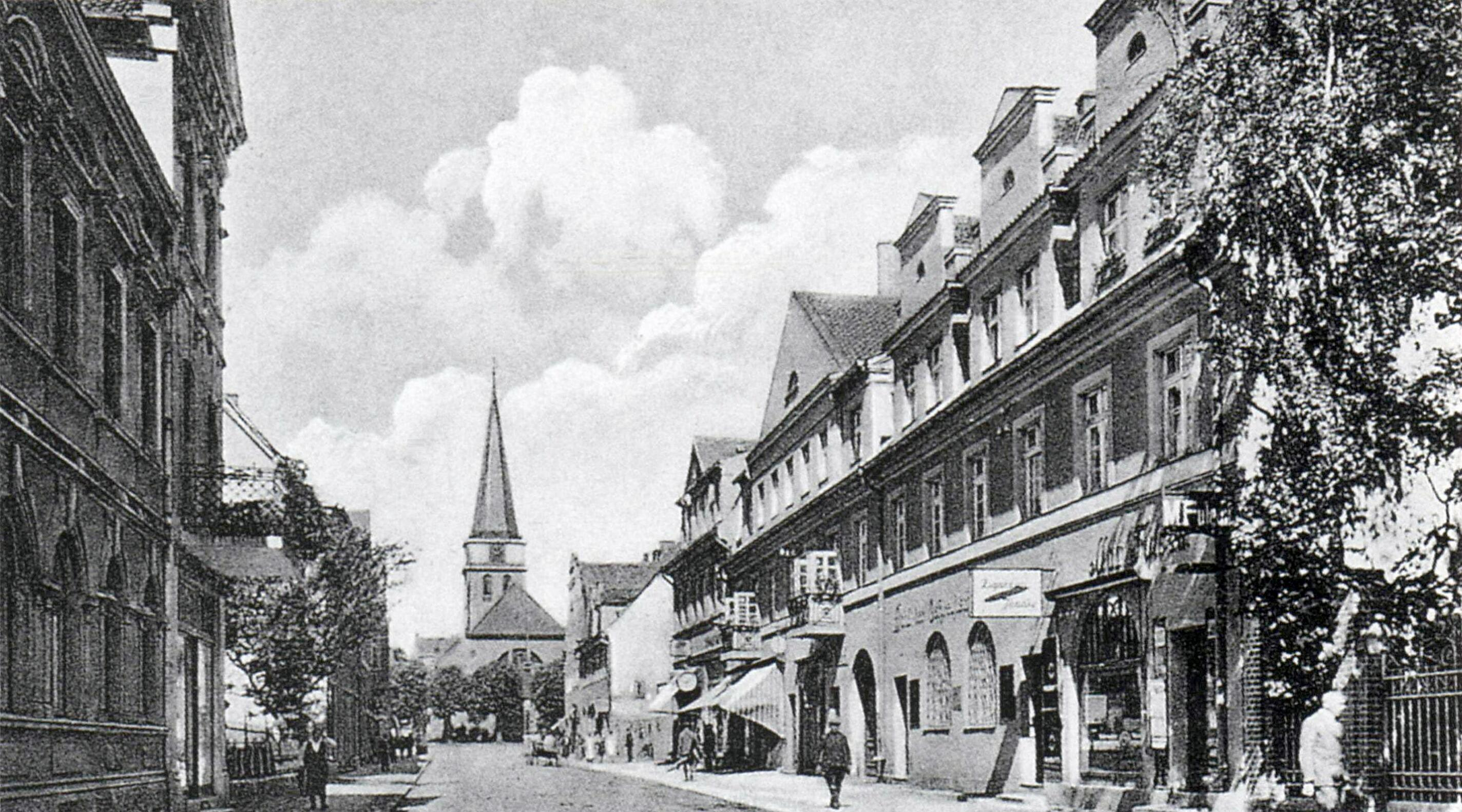
Schirwindter Straße in Pillkallen um 1930

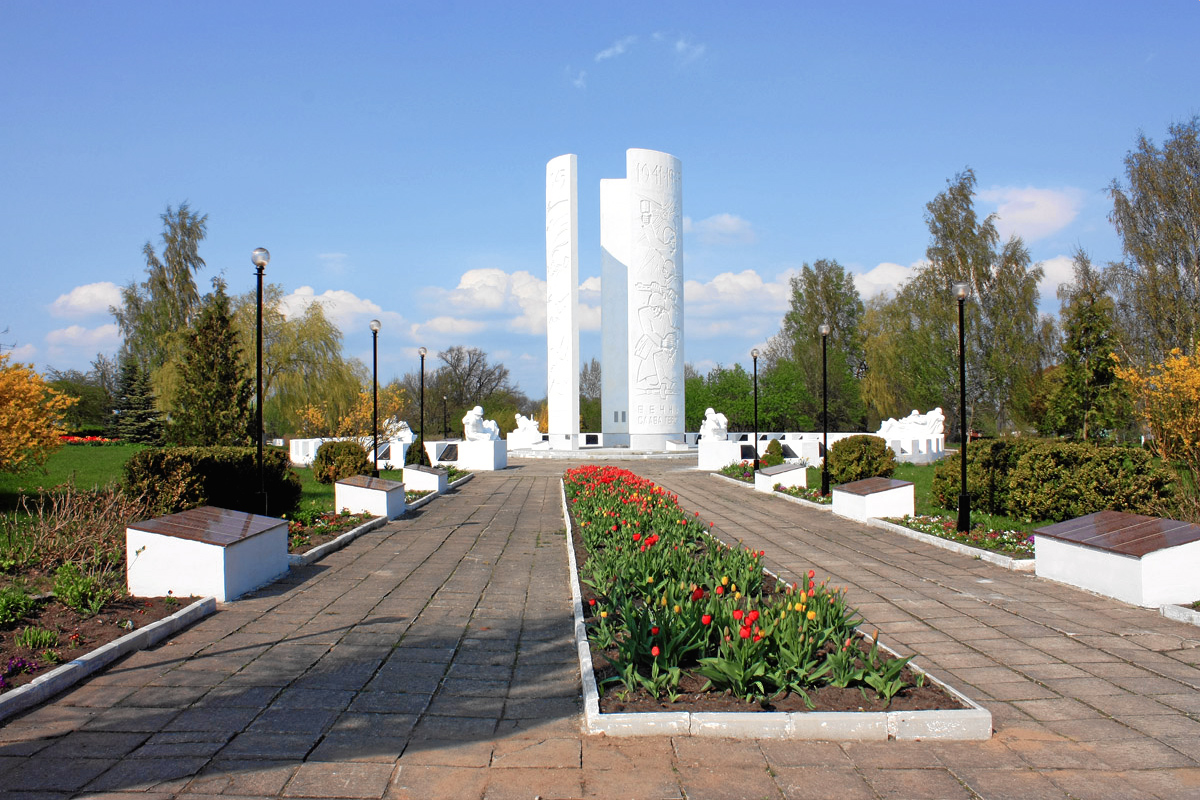
Sowjetisches Kriegsdenkmal am einstigen Standort der Pillkaller Kirche

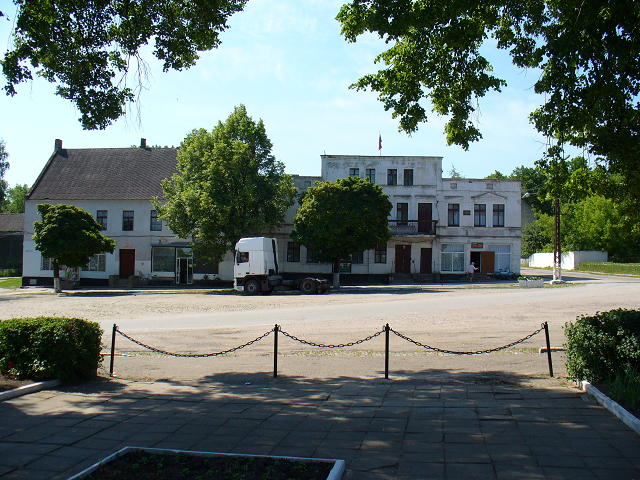
Restbebauung des Marktplatzes (2005)

Am 15. Januar 1945 besetzte die Rote Armee im Zuge des Zweiten Weltkriegs Schloßberg. Während der vorangegangenen Kämpfe war die Stadt schwer zerstört worden. Von der Kirche standen nur noch die Seitenwände und die Grundmauern des Turms. Im Sommer 1945 wurde Schloßberg gemäß dem Potsdamer Abkommen vorläufig unter sowjetische Verwaltung gestellt.
Im Jahr 1947 wurde von der sowjetischen Verwaltungsbehörde für das vormalige Pillkallen die Ortsbezeichnung Dobrowolsk eingeführt, und die Stadtrechte wurden entzogen. Die Funktion eines regionalen Zentrums ging an das nahe gelegene Krasnosnamensk (früher Lasdehnen und Haselberg) über. Dobrowolsk wurde zunächst Sitz eines Dorfsowjets bzw. Dorfbezirks und im Jahr 2008 Sitz einer Landgemeinde mit 1400 Einwohnern. Von 2016 bis 2021 gehörte der Ort zum Stadtkreis Krasnosnamensk und seither zum Munizipalkreis Krasnosnamensk. Der Ort und die Umgebung sind immer noch weitgehend zerstört. Die einstige Stadtstruktur lässt sich nur noch erahnen.
1947 trafen sich auch mehr als 1200 Schloßberger in Hamburg und gründeten die noch heute bestehende „Kreisgemeinschaft“ Schloßberg.

### Liste der Bürgermeister und Stadtrichter von 1725 bis 1945
Seit der Verleihung der Stadtrechte an Pillkallen amtierten die folgenden Personen als Stadtrichter (bis 1808) bzw. Bürgermeister:
| Amtszeit  | Name                                                   |
| --------- | ------------------------------------------------------ |
| 1725–1753 | Christian Sturm                                        |
| 1753–1758 | Joachim von Plehwe                                     |
| 1758–1765 | Friedrich Sturm                                        |
| 1765–1777 | Gottlieb Sturm                                         |
| 1777–1793 | Karl Gottlieb Lengnick                                 |
| 1793–1807 | Christian Friedrich Sturm                              |
| 1807–1818 | Luckenbach                                             |
| 1818–1857 | Ferdinand Luckenbach (anscheinend Sohn des Vorgängers) |
| 1857–1869 | Christoph Schneidereiter                               |
| 1869–1875 | Otto Krause                                            |
| 1875–1898 | Heinrich Bohland                                       |
| 1898–1900 | Emil Rentel                                            |
| 1900–1919 | Adolf Partikel                                         |
| 1919–1931 | Wilhelm Henniges                                       |
| 1932–1945 | Franz Mietzner                                         |

## Demographie
| Jahr | Einwohner | Anmerkungen                                             |
| ---- | --------- | ------------------------------------------------------- |
| 1772 | 1230      | ohne die Garnison (eine Schwadron Husaren)              |
| 1802 | 1290      | [ 8 ]                                                   |
| 1810 | 1142      | [ 8 ]                                                   |
| 1816 | 1057      | davon 1035 Evangelische und 22 Katholiken (keine Juden) |
| 1821 | 1374      | in 109 Privatwohnhäusern                                |
| 1875 | 2386      | [ 9 ]                                                   |
| 1890 | 2869      | davon acht Katholiken und 34 Juden                      |
| 1905 | 4290      | davon 23 Katholiken                                     |
| 1910 | 4347      | [ 9 ]                                                   |
| 1933 | 5005      | [ 9 ]                                                   |
| 1939 | 5833      | [ 9 ]                                                   |

| Jahr             | 1984   | 2002 | 2010 | 2021 |
| Anzahl Einwohner | ~ 1400 | 1555 | 1693 | 1412 |

## Verkehr
Die Ortschaft liegt im Kreuzungsbereich der drei russischen Regionalstraßen R 508, R 509 und R 510.
1894 erhielt die Stadt Anschluss an die Bahnstrecke Tilsit–Stallupönen, die nach dem Zweiten Weltkrieg zuerst für den Personenverkehr, dann auch für den Güterverkehr geschlossen und nicht mehr in Betrieb genommen wurde. Von Pillkallen aus gab es von 1901 bis 1945 außerdem Bahnverbindungen über Grumbkowkeiten (1938 bis 1946: Grumbkowsfelde, heute russisch: Prawdino) bzw. Kiauschen (1938 bis 1946: Wetterau) nach Lasdehnen (1938 bis 1946: Haselberg, russisch: Krasnosnamensk) und Schirwindt (Kutusowo) bzw. Doristhal (Rasino). Diese Strecken, betrieben von der Pillkaller Kleinbahn, wurden nicht reaktiviert.

## Dobrowolski selski Sowet/okrug 1947–2008
Der Dorfsowjet Dobrowolski selski Sowet (russisch Добровольский сельский Совет) wurde im Juli 1947 eingerichtet. Nach dem Zerfall der Sowjetunion bestand die Verwaltungseinheit als Dorfbezirk Dobrowolski selski okrug (russisch Добровольский сельский округ). Im Jahr 2008 wurden die verbliebenen Orte des Dorfbezirks mit zwei Ausnahmen in die neu gebildete Landgemeinde Dobrowolsk übernommen; die beiden Orte Saratowskoje und Schelannoje gelangten in die Landgemeinde Wesnowo.
| Ortsname                               | Name bis 1947/50                                                  | Bemerkungen |
| -------------------------------------- | ----------------------------------------------------------------- | --- |
| Bolotnikowo (Болотниково)              | Szameitkehmen/Schameitkehmen, 1938–1945: „Lindenhaus“             | Der Ort wurde 1947 umbenannt. |
| Denissowo (Денисово)                   | Duden, 1938–1945: „Dudenwalde“                                    | Der Ort wurde 1947 umbenannt und vor 1988 verlassen.                                                                                                 |
| Dmitrowo (Дмитрово)                    | Eymenischken-Wassaken, 1938–1945: „Stutbruch“                     | Der Ort wurde 1950 umbenannt und vor 1975 verlassen.                                                                                                 |
| Dobrowolsk (Добровольск)               | Pillkallen, 1938–1945: „Schloßberg“                               | Verwaltungssitz |
| Drosdowo (Дроздово)                    | Schwarballen, 1938–1945: „Grundweiler“                            | Der Ort wurde 1947 umbenannt und war zunächst in den Dorfsowjet Wesnowski eingeordnet. Er wurde vor 1975 verlassen.                                  |
| Filatowo (Филатово)                    | Stablaugken                                                       | Der Ort wurde 1947 umbenannt und war zunächst in den Dorfsowjet Wesnowski eingeordnet. Er wurde vor 1988 verlassen.                                  |
| Kustarnikowo (Кустарниково)            | Birkenfelde/Birkenhof                                             | Der Ort wurde 1950 umbenannt und war zunächst in den Dorfsowjet Wesnowski eingeordnet. Er wurde vor 1988 verlassen.                                  |
| Kutusowo (Кутузово)                    | Schirwindt                                                        | Der Ort wurde 1947 umbenannt und zunächst in den Dorfsowjet Pobedinski eingeordnet. Im Jahr 1997 wurde er in den Dorfbezirk Dobrowolski aufgenommen. |
| Losowoje (Лозовое)                     | Salten                                                            | Der Ort wurde 1950 umbenannt und war zunächst in den Dorfsowjet Nowouralski eingeordnet. Er wurde vor 1988 verlassen.                                |
| Lugowoje (Луговое)                     | Blumenthal                                                        | Der Ort wurde 1947 umbenannt und war zunächst in den Dorfsowjet Tolstowski eingeordnet. Er wurde vor 1988 verlassen.                                 |
| Lukaschowka (Лукашовка)                | Schmilgen und Petereithelen [Gut], 1938–1945: „zu Schleswighöfen“ | Der Ort wurde 1947 umbenannt und war zunächst in den Dorfsowjet Nowouralski eingeordnet. Er wurde vor 1988 verlassen.                                |
| Medwedkino (Медведкино)                | Mingstimmen, 1938–1945: „Wiesenbrück“                             | Der Ort wurde 1947 umbenannt und war zunächst in den Dorfsowjet Wesnowski eingeordnet. Er wurde vor 1988 verlassen.                                  |
| Mirny (Мирный)                         |                                                                   | Der etwas nördlich der ehemaligen Ortsstelle Szieden/Schieden neu entstandene Ort wurde 1997 in den Dorfbezirk Dobrowolski aufgenommen.              |
| Nisowoje (Низовое)                     | bei Schmilgen                                                     | Der Ort wurde 1950 umbenannt und war zunächst in den Dorfsowjet Nowouralski eingeordnet. Er wurde vor 1975 verlassen.                                |
| Poscharskoje (Пожарское)               | Doblendszen/Doblendschen, 1938–1945: „Kayserswiesen“              | Der Ort wurde 1950 umbenannt und war zunächst in den Dorfsowjet Nowouralski eingeordnet. Er wurde vor 1975 verlassen.                                |
| Pskowskoje (Псковское)                 | Petzingken, 1938–1945: „Hainort“                                  | Der Ort wurde 1950 umbenannt. |
| Saltykowka (Салтыковка)                | Antmirehlen/Werben                                                | Der Ort wurde 1947 umbenannt und vor 1975 verlassen.                                                                                                 |
| Saratowskoje (Саратовское)             | Groß Schorellen, 1938–1945: „Adlerswalde“, und Klein Schorellen   | Der Ort wurde 1947 umbenannt und war zunächst in den Dorfsowjet Nowouralski eingeordnet.                                                             |
| Schanino (Шанино)                      | Schackeln, 1938–1945: „Mittenbach“                                | Der Ort wurde 1947 umbenannt und war zunächst in den Dorfsowjet Wesnowski eingeordnet. Er wurde vor 1975 verlassen.                                  |
| Schelannoje (Желанное)                 | Henskischken, 1938–1945: „Hensken“                                | Der Ort wurde 1947 umbenannt. |
| Schelesnodoroschnoje (Железнодорожное) | Karczarningken/Blumenfeld                                         | Der Ort wurde 1950 umbenannt. |
| Schtschedrino (Щедрино)                | Schaaren, 1938–1945: „Scharen“                                    | Der Ort wurde 1947 umbenannt und vor 1988 verlassen.                                                                                                 |
| Sokol (Сокол)                          | Kellmischkeiten, 1938–1945: „Stubbenheide“                        | Der Ort wurde 1950 umbenannt und war zunächst in den Dorfsowjet Nowouralski eingeordnet. Er wurde vor 1975 verlassen.                                |
| Tretjakowo (Третьяково)                | Sodargen                                                          | Der Ort wurde 1997 in den Dorfbezirk Dobrowolski aufgenommen.                                                                                        |
| Tuschino (Тушино)                      | Groß Tullen, 1938–1945: „Reinkenwalde“                            | Der Ort wurde 1947 umbenannt und vor 1988 verlassen.                                                                                                 |
| Welikolukskoje (Великолукское)         | Jutschen, 1938–1945: „Weidenbruch“                                | Der Ort wurde 1950 umbenannt und war zunächst in den Dorfsowjet Nowouralski eingeordnet. Er wurde vor 1988 verlassen.                                |
| Woronzowo (Воронцово)                  | Weidenfeld (Neudorf, Karklaugken und Piptrurig)                   | Der Ort wurde 1947 umbenannt und war zunächst in den Dorfsowjet Nowouralski eingeordnet. Er wurde vor 1975 verlassen.                                |

Auch die Orte Grieben (ru. Gribanowo), Jentkutkampen/Burgkampen, Kybarten/Tiefenfelde (ru. Kirsanowka) und Schwirgallen/Eichhagen wurden per Erlass vom November 1947 in den Dobrowolski selski Sowet eingeordnet. Der Ort Jentkutkampen/Burgkampen wurde allerdings ebenfalls in den Rajon Nesterow eingeordnet, wohin möglicherweise vor Ort auch die drei weiteren Orte eingegliedert wurden.

## Landgemeinde Dobrowolsk 2008–2015

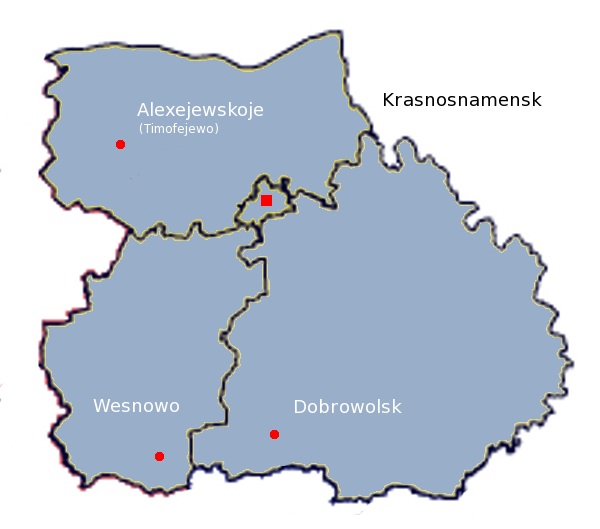
Lage der Landgemeinde Dobrowolskoje selskoje posselenije im Rajon Krasnosnamensk

Die Landgemeinde Dobrowolsk (russisch Добровольское сельское поселение Dobrowolskoje selskoje posselenie) wurde im Jahr 2008 eingerichtet. Ihr gehörten auf einer Fläche von etwa 640 km² 19 Siedlungen mit 4140 Einwohnern an (Stand 2010). Die Siedlungen gehörten vorher zu den Dorfbezirken Dobrowolsk, Pobedino und Prawdino. Zum Ende 2015 wurde die Landgemeinde aufgelöst und deren Siedlungen in den Stadtkreis Krasnosnamensk eingegliedert.
| Ortsname                               | deutscher Name                                                              |
| -------------------------------------- | --------------------------------------------------------------------------- |
| Bolotnikowo (Болотниково)              | Szameitkehmen (Lindenhaus)                                                  |
| Dobrowolsk (Добровольск)               | Pillkallen (Schloßberg)                                                     |
| Kutusowo (Кутузово)                    | Schirwindt                                                                  |
| Leskowo (Лесково)                      | Rammonischken (Hagenfließ)                                                  |
| Lossewo (Лосево)                       | Groß Augstutschen (Rehwalde) und Kiauschen (Wetterau)                       |
| Mirny (Мирный)                         | Szieden (Schieden)                                                          |
| Mitschurino (Мичурино)                 | Lasdinehlen (Sommerswalde)                                                  |
| Nikitowka (Никитовка)                  | Uszpiaunen (Kiesdorf)                                                       |
| Nowouralsk (Новоуральск)               | Uszpiaunehlen (Fohlental)                                                   |
| Ostrogoschskoje (Острогожское)         | Uszbördszen (Karpfenwinkel), Waldlinden und Rucken                          |
| Paporotnoje (Папоротное)               | Plonszöwen (Waldhufen) und Sturmen                                          |
| Pobedino (Победино)                    | Schillehnen (Schillfelde), Inglauden (Inglau) und Strunzlaugken (Strunzhof) |
| Poltawskoje (Полтавское)               | Groß Rudszen (Mühlenhöhe) und Neu Rudszen                                   |
| Prawdino (Правдино)                    | Grumbkowkeiten (Grumbkowsfelde)                                             |
| Pskowskoje (Псковское)                 | Petzingken (Hainort)                                                        |
| Scharowo (Жарово)                      | Szardehlen (Scharden) und Martingken (Martingen)                            |
| Schelesnodoroschnoje (Железнодорожное) | Karczarningken (Blumenfeld)                                                 |
| Tretjakowo (Третьяково)                | Sodargen                                                                    |
| Wyssokoje (Высокое)                    | Alxnupönen (Altsnappen)                                                     |

## Wappen
Blasonierung: „Über silberner Zinnenmauer mit offenem Tor auf grünem Boden in Rot drei goldene Windmühlen nebeneinander“.
So erscheint das Wappen auf dem einzigen bekannt gewordenen Siegel der Stadt Pillkallen 1724.

## Gutshöfe
Zum Kreis Pillkallen (Schloßberg) gehörten vor 1945 folgende Gutshöfe:
- Nowischken (1928 bis 1945 Brämerhusen, russisch: Beregowoje, nicht mehr existent) gehörte seit 1818 der Familie Braemer und zuletzt von 1932 bis 1945 Hans Waldemar Karl Friedrich Braemer, zusammen mit den Vorwerken Nathalwethen (1938 bis 1945 Brämerswalde) und Neuhof. Das Gut hatte 856 Hektar, davon 200 Wald und 400 Ackerland, Wiesen und Weiden. Das Gutshaus war im Ersten Weltkrieg zerstört und danach um ein Stockwerk höher wieder aufgebaut worden. Ein großer Teil wie Parkett, Treppen und Möbel wurden aus eigenem Holz gebaut. Durch Familie, Hausangestellte und Feldarbeiter hatte die Ortschaft 180 Einwohner.[19]

- Doristhal (russisch: Rasino, nicht mehr existent) mit 250 Hektar war ebenfalls viele Generationen im Besitz der Familie Braemer. Zuletzt gehörte es Karl Friedrich Walter Braemer, dem Cousin des Hans Waldemar Braemer.

- Kummetschen (1928 bis 1945 Fichtenhöhe, nicht mehr existent) mit 330 Hektar war ein weiterer Gutshof der Familie Braemer. Dieser war zuletzt Eigentum des Arno Braemer, dem Onkel des Waldemar Braemer.

- Szameitkehmen (1938–1946: Lindenhaus, heute russisch: Bolotnikowo) mit ca. 250 Hektar war ein Gutshof der Familie Steiner. Seit etwa Mitte des 18. Jahrhunderts war er im Besitz dieser Familie. Haupteinnahmequelle war die Zucht von Trakehnern für die Wehrmacht (Remontepferde). Remonten wurden auf einem eigenen Remontemarkt in Szameitkehmen der Remontierungskommission zum Verkauf gestellt. Weitere Gutsbetriebe der Familie waren das Rittergut Waldaukadel (russisch: Stepnoje, nicht mehr existent) mit etwa 260 Hektar und das Rittergut Reuschendorf (polnisch: Ruska Wieś) im heutigen Polen mit etwa 600 Hektar. Das Gut unterhielt auch eine Brennerei und ein Sägewerk. Dieses Rittergut befindet sich heute im Besitz des polnischen Landwirtschaftsministeriums und ist noch erhalten. Die Pferdezucht war neben der Viehzucht erstrangig. Die Viehzucht (Rittergut Waldaukadel) war zugeschnitten auf Milcherzeugung und den Verkauf von Bullen und Sterken[20] auf der Auktion der Ostpreußischen Herdbuchgesellschaft in Insterburg (russisch: Tschernjachowsk).

## Kirche

### Evangelisch

#### Kirchengebäude
Wohl bereits 1559 existierte in Pillkallen eine evangelische Kirche. Diese schlichte Fachwerkkirche wurde 1644 niedergebrannt und 1650 neu aufgebaut. Aufgrund schwerer Bauschäden musste das Gebäude jedoch abgerissen werden. Zwischen 1756 und 1758 entstand dann ein verputzter Feldsteinbau, der erst im Jahr 1910 einen Turm erhielt. Zur Ausstattung gehörten wertvolle Holzschnitzereien aus der Kirche von 1650.
Im Zweiten Weltkrieg wurde das Kirchengebäude beschädigt und 1945 abgetragen. An der Stelle der Pillkaller Kirche steht heute in Dobrowolsk ein sowjetisches Siegesdenkmal.

#### Kirchengemeinde
Die Pillkaller evangelische Kirchengemeinde wurde 1559 gegründet. Im Jahr 1925 zählte die Pfarrei 10.012 Gemeindeglieder, die in mehr als 30 Kirchspielorten lebten. Zuletzt taten hier zwei Pfarrer ihren Dienst. Die Kirchengemeinde Pillkallen war die zweitälteste im Kirchenkreis Pillkallen (Schloßberg).
Aufgrund von Flucht und Vertreibung der einheimischen Bevölkerung sowie der restriktiven Religionspolitik der Sowjetunion brach in Pillkallen/Schloßberg resp. Dobrowolsk das kirchliche Leben ein. Heute liegt Dobrowolsk im Einzugsgebiet der in den 1990er Jahren neu entstandenen evangelisch-lutherischen Gemeinde in Babuschkino (Groß Degesen). Sie gehört zur Kirchenregion Gussew (Gumbinnen) der Propstei Kaliningrad (Königsberg) in der Evangelisch-lutherischen Kirche Europäisches Russland.

#### Kirchenkreis Pillkallen (Schloßberg)
Vor 1945 war Pillkallen resp. Schloßberg zentraler Ort und namensgebend für einen Kirchenkreis innerhalb der Kirchenprovinz Ostpreußen der Evangelischen Kirche der Altpreußischen Union. Die eingegliederten Orte gehörten zum Kreis Pillkallen, einige aber auch zum Kreis Gumbinnen und zum Kreis Stallupönen (Ebenrode). Sie waren neun Pfarreien zugeordnet:
| Name            | Änderungsname 1938 bis 1946 | Russischer Name |
| --------------- | --------------------------- | --------------- |
| Groß Schorellen | Adlerswalde (Ostpr.)        | Saratowskoje    |
| Groß Warningken | Steinkirch                  | Sabolotnoje     |
| Kussen          |                             | Wesnowo         |
| Lasdehnen       | Haselberg                   | Krasnosnamensk  |
| Mallwischken    | Mallwen                     | Maiskoje        |
| Pillkallen      | Schloßberg                  | Dobrowolsk      |
| Schillehnen     | Schillfelde                 | Pobedino        |
| Schirwindt      |                             | Kutusowo        |
| Willuhnen       |                             | Ismailowo       |

#### Reformierte Kirchengemeinde
Zwischen 1733 und 1819 bestand in Pillkallen neben der lutherischen noch eine evangelisch-reformierte Kirchengemeinde, die sich hauptsächlich aus eingewanderten Hugenotten rekrutierte. Sie war eingebettet in den reformierten Kirchenkreis Königsberg (Preußen). Das Kirchengebäude ging 1819 an die lutherische Gemeinde, deren zweiter Pfarrer es als Pfarrhaus bezog.
Als reformierte Geistliche amtierten in Pillkallen:
- Christian August Burghardt, 1733–1739
- Karl Collins, 1740–1768
- Samuel Bestvater, 1768–1800
- Karl Georg Kretschmar, 1800–1804
- Karl Gillet, 1804–1807
- Christian David Möhring, 1807–1819.

### Katholisch
Die zahlenmäßig sehr geringe katholische Bevölkerung Pillkallens hatte in der Stadt kein eigenes Kirchengebäude, sondern gehörte zur weitflächigen Pfarrei in Bilderweitschen (1938 bis 1946 Bilderweiten, heute russisch: Lugowoje). Sie war dem Dekanat in Tilsit (heute russisch: Sowetsk) unterstellt und gehörte zum Bistum Ermland.

## Kulinarische Spezialität

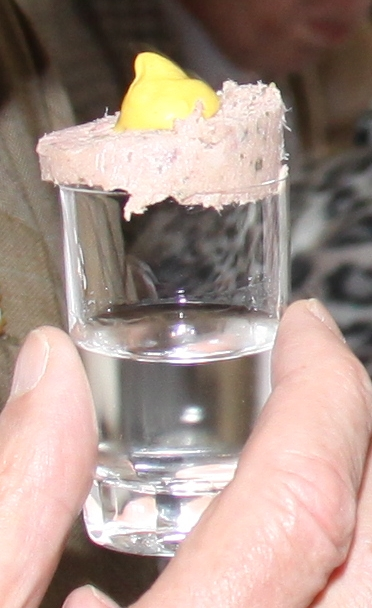
Pillkaller

- Pillkaller Machandel

## Söhne und Töchter des Ortes
- Heinrich Wilhelm von der Groeben (* 11. August 1657 in Schloßberg; † 1729), Militärperson
- Johann Heinrich Wloemer (* 8. Februar 1726 in Pillkallen; † 1797), deutscher Jurist
- Martha Asmus (* 20. Juni 1844 in Pillkallen; † 28. Januar 1910), deutsche Schriftstellerin
- Erich Dunskus (* 27. Juli 1890 in Pillkallen; † 1967), deutscher Schauspieler
- Horst Salomon (* 6. Mai 1929 in Pillkallen; † 1972), deutscher Schriftsteller
- Gertrud Bense (* 22. April 1930 in Pillkallen; † 2021), deutsche Baltistin
- Hildegard Wohlgemut (* 1933 in Pillkallen; † 2003), deutsche Malerin
- Ralf-Peter Devaux (* 22. Mai 1940 in Schloßberg), deutscher Geheimdienstler (DDR)
- Bernd Altenstein (* 29. April 1943 in Schloßberg), deutscher Bildhauer